# Gonioryctus extraneus
Gonioryctus extraneus är en skalbaggsart som beskrevs av Sharp 1908. Gonioryctus extraneus ingår i släktet Gonioryctus och familjen glansbaggar. Inga underarter finns listade i Catalogue of Life.